# Picnodisostosis
La picnodisostosis es una enfermedad hereditaria rara que pertenece al grupo de las enfermedades por depósito lisosomal. Está ocasionada por la mutación de un gen localizado en el cromosoma 1 humano que codifica la enzima catepsina K. Esta sustancia es producida en condiciones normales por los osteoclastos del hueso y tiene la finalidad de hacer posible la división de las proteínas que forman la matriz ósea. La deficiencia de catepsina K provoca entre otros síntomas, estatura baja, fragilidad de los huesos, fracturas espontáneas, malformaciones del cráneo y dentales.

## Historia
Este mal fue descrito por primera vez en 1962 por Pierre Maroteaux, Emile Maurice Joseph Lamy y Andreoli y colaboradores. Se llama también síndrome de Toulouse-Lautrec. Algunos autores han sugerido que el célebre pintor francés podría haber presentado la enfermedad, aunque se trata de una hipótesis no confirmada.
cuencia ==
Se considera una enfermedad muy rara, hasta el año 2013 únicamente se habían diagnosticado unos 50 casos en todo el mundo.
Es muy raro, se desconoce la prevalencia exacta pero es inferior a 1/100.000.

## Herencia
Se hereda según un patrón autosómico recesivo, lo que significa que para que un niño padezca la enfermedad, debe recibir una copia del gen mutante de cada uno de sus dos progenitores.